# قلعه اکبرآباد
قلعه اکبرآباد مربوط به دوره قاجار است و در شهرستان رشتخوار، بخش مرکزی، دهستان رشتخوار، جنوب روستای اکبرآباد واقع شده و این اثر در تاریخ ۱۶ اسفند ۱۳۸۴ با شمارهٔ ثبت ۱۴۳۵۶ به‌عنوان یکی از آثار ملی ایران به ثبت رسیده است.